# Писториус, Борис
Бо́рис Лю́двиг Писто́риус (нем. Boris Ludwig Pistorius; род. 14 марта 1960, Оснабрюк, Нижняя Саксония, ФРГ) — немецкий политик, член Социал-демократической партии Германии, назначенный министром обороны 19 января 2023 года. До этого был бургомистром Оснабрюка (2006—2013), министром внутренних дел земли Нижняя Саксония (2013—2023).

## Биография
Борис Писториус родился в Оснабрюке, в семье Людвига Писториуса и Урсулы Писториус (урождённой Раабе). Его мать была членом ландтага Нижней Саксонии с 1978 по 1990 год. Писториус окончил гимназию имени Эрнста-Морица-Арндта, изучал политологию в университетах Мюнстера и Оснабрюка, некоторое время учился в Католическом университете Запада во Франции.
В 1976 году Писториус вступил в СДПГ. Он был личным советником Герхарда Глоговски (1991—1995), заместителем главы его офиса (1995—1996). В 1996—2013 годах заседал в городском совете Оснабрюка, в 1999—2002 годах занимал пост второго бургомистра (эта должность соответствует первому заместителю). В 2006 году стал мэром, победив с 55,5 % голосов Вольфганга Гризерта. После выборов в Нижней Саксонии в 2013 году Писториус стал региональным министром внутренних дел, параллельно заседал в Бундесрате.
На переговорах о формировании четвёртого коалиционного правительства под руководством канцлера Ангелы Меркель после федеральных выборов 2017 года Писториус входил в состав рабочей группы по внутренним и правовым вопросам, возглавляемой Томасом де Мезьером, Штефаном Майером и Хайко Маасом. На выборах руководства СДПГ в 2019 году он был кандидатом в сопредседатели партии вместе с Петрой Кеппинг.
Писториус был предложен в качестве нового федерального министра обороны Германии в кабинете Шольца после того, как Кристин Ламбрехт подала в отставку 17 января 2023 года. Он был назначен и приведён к присяге 19 января 2023 года.

## Личная жизнь
Писториус был женат, овдовел в 2015 году. В этом браке родились две дочери. В 2016—2022 годах Писториус состоял в отношениях с Дорис Шрёдер-Кёпф, бывшей женой Герхарда Шрёдера, с 2022 года встречается с Юлией Шванхольц (нем. Julia Schwanholz), профессором Университета Дуйсбурга — Эссена.
В конце декабря 2023 года Борис Писторис тайно женился на Юлии Шванхольц.

## Награды
- Орден «За заслуги» I степени (23 августа 2024 года, Украина) — за весомый личный вклад в укрепление межгосударственного сотрудничества, поддержку суверенитета и территориальной целостности Украины, популяризацию Украинского государства в мире[12]
- Кавалер Большого креста ордена «За заслуги перед Литвой» (21 января 2025 года, Литва)[13]
- Командор ордена Заслуг (2009 год, Португалия)[14]